# Quinn the Eskimo (Mighty Quinn)
„Quinn the Eskimo (Mighty Quinn)“ je píseň, kterou napsal Bob Dylan a poprvé ji nahrál během nahrávání alba The Basement Tapes v roce 1967. V roce 1968 ji vydala skupina Manfred Mann pod názvem „Mighty Quinn“. Později ji nahrála znovu celá řada hudebníků, mezi něž patří i The Ventures a The Hollies.
Pod názvem „Přítel Quinn“ s textem Zdeňka Rytíře ji v roce 1968 nazpívalo trio Golden Kids.